# Aeroportul Ormoc
Aeroportul Ormoc (IATA: OMC, ICAO: RPVO) este un aeroport din Ormoc⁠(d), Leyte⁠(d), Eastern Visayas⁠(d), Filipine ce deservește zona Ormoc⁠(d). Aeroportul a fost tranzitat în 2021 de 754 de pasageri. A fost numit după zona deservită.
Situat la o altitudine de 11 m, aeroportul dispune de o singură pistă. Este operat de Civil Aviation Authority of the Philippines⁠(d).